# Vauchassis
Vauchassis est une commune française, située dans le département de l'Aube en région Grand Est.
Ses habitants sont appelés les Cosins.

## Géographie
| Bucey-en-Othe    | Prugny     | Laines-aux-Bois  |
| Bercenay-en-Othe | Vauchassis | Souligny Bouilly |
| Maraye-en-Othe   |            | Sommeval         |

La commune est située à 15 km au sud-ouest de Troyes dans le pays d'Othe.

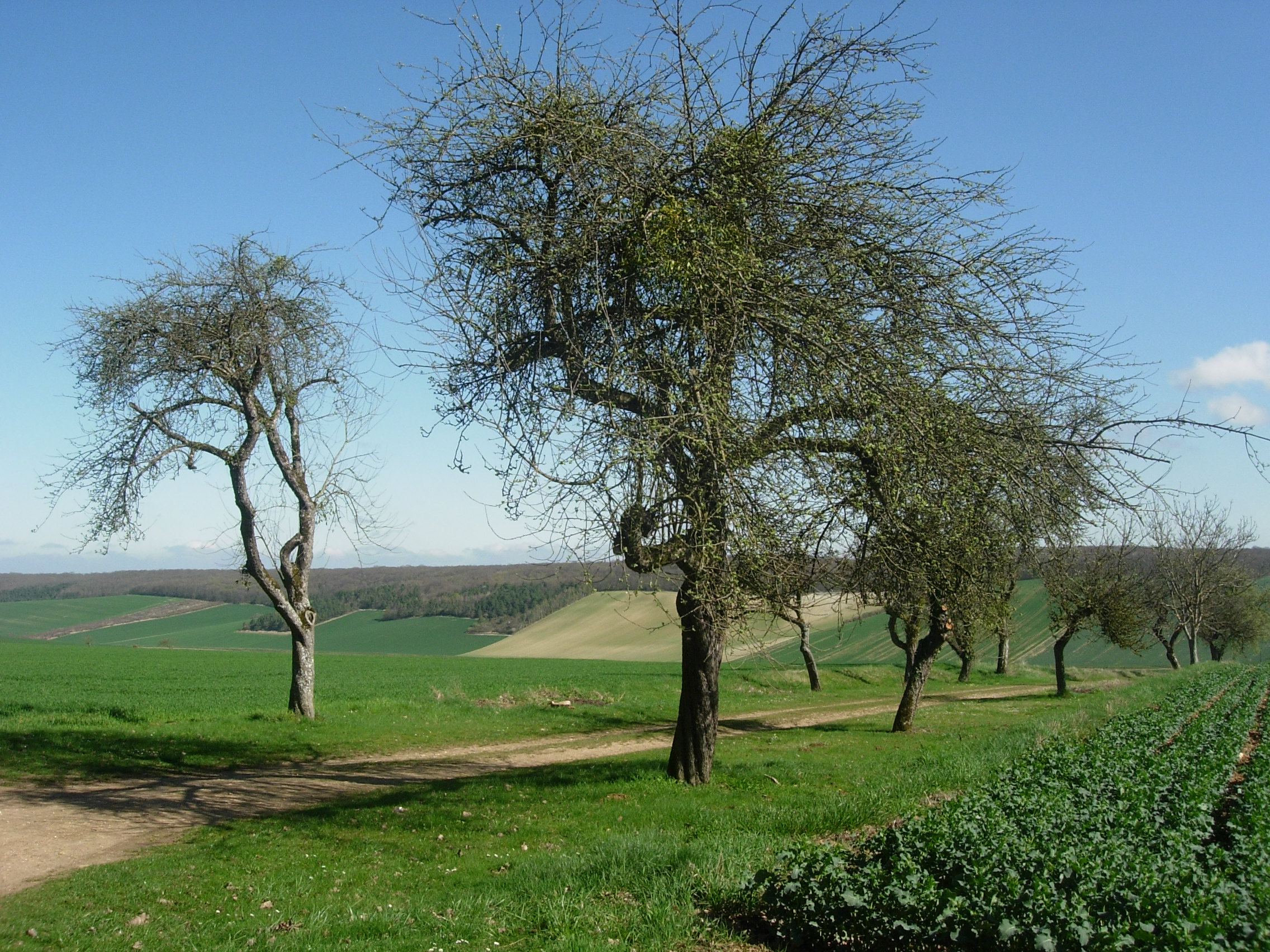
Vergers de Vauchassis.
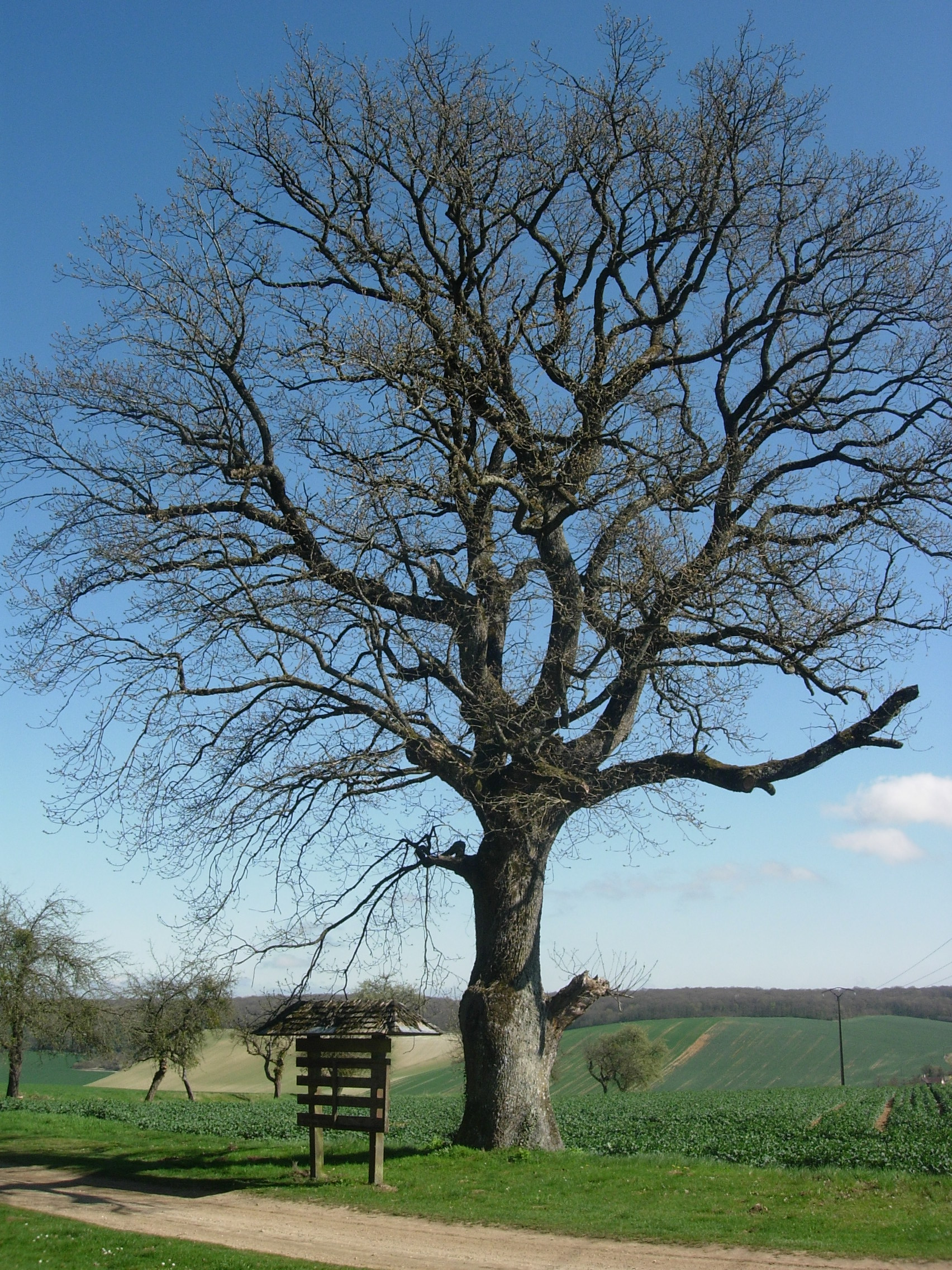
Un Chêne.

### Hydrographie
La commune est dans la région hydrographique « la Seine de sa source au confluent de l'Oise (exclu) » au sein du bassin Seine-Normandie. Elle est drainée par le Fossé 01 du Chaast,.

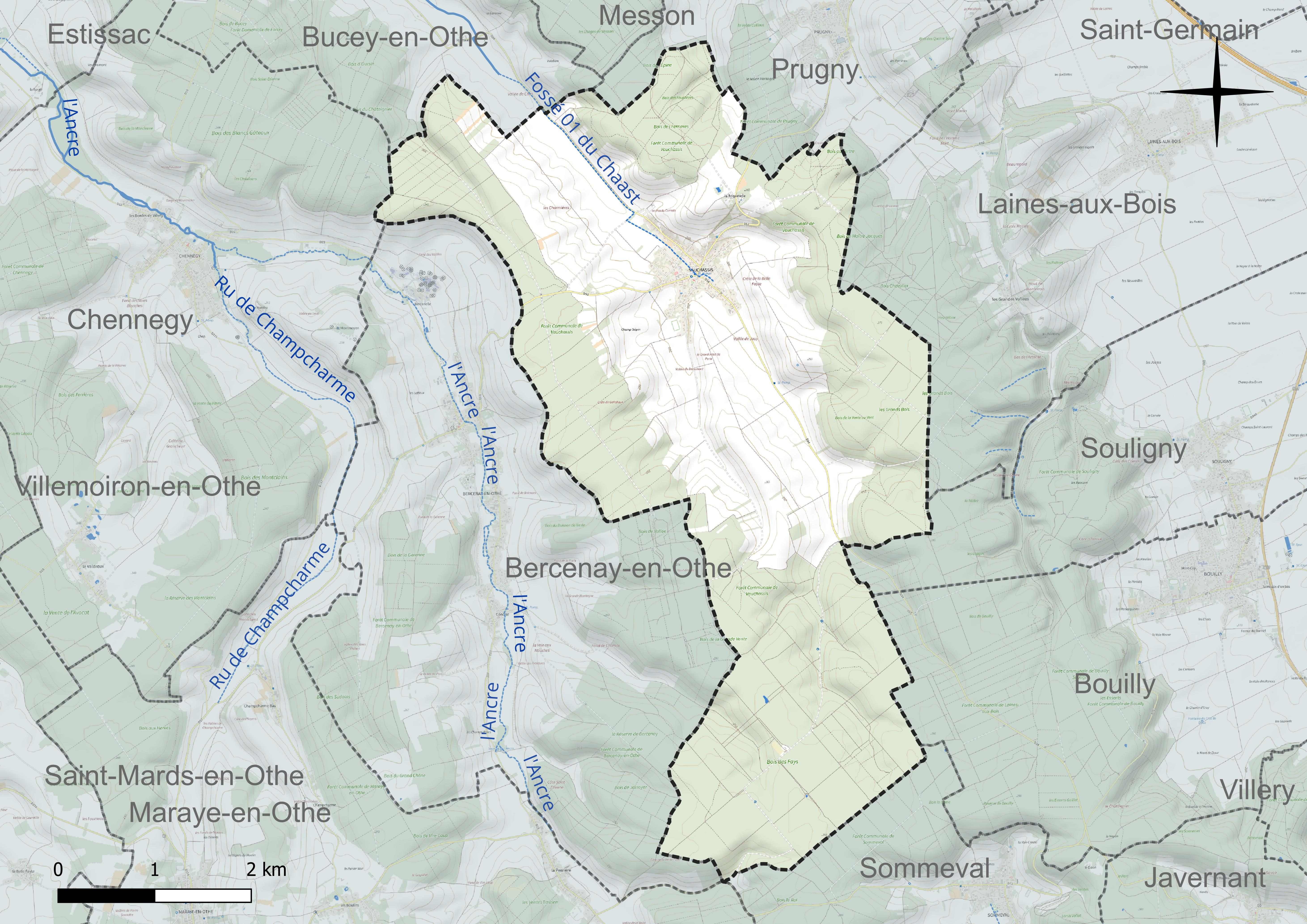
Réseau hydrographique de Vauchassis.

### Climat
Pour des articles plus généraux, voir Climat du Grand Est et Climat de l'Aube.
En 2010, le climat de la commune est de type climat océanique dégradé des plaines du Centre et du Nord, selon une étude du Centre national de la recherche scientifique s'appuyant sur une série de données couvrant la période 1971-2000. En 2020, Météo-France publie une typologie des climats de la France métropolitaine dans laquelle la commune est exposée à un climat océanique altéré et est dans une zone de transition entre les régions climatiques « Nord-est du bassin Parisien » et « Lorraine, plateau de Langres, Morvan ». 
Pour la période 1971-2000, la température annuelle moyenne est de 10,4 °C, avec une amplitude thermique annuelle de 15,6 °C. Le cumul annuel moyen de précipitations est de 794 mm, avec 12,5 jours de précipitations en janvier et 8,1 jours en juillet. Pour la période 1991-2020, la température moyenne annuelle observée sur la station météorologique de Météo-France la plus proche, « Saint-Pouange », sur la commune de Saint-Pouange à 9 km à vol d'oiseau, est de 11,5 °C et le cumul annuel moyen de précipitations est de 707,5 mm. 
La température maximale relevée sur cette station est de 42,2 °C, atteinte le 24 juillet 2019 ; la température minimale est de −21 °C, atteinte le 9 janvier 1985,,. 
Les paramètres climatiques de la commune ont été estimés pour le milieu du siècle (2041-2070) selon différents scénarios d'émission de gaz à effet de serre à partir des nouvelles projections climatiques de référence DRIAS-2020. Ils sont consultables sur un site dédié publié par Météo-France en novembre 2022.

## Urbanisme

### Typologie
Au 1er janvier 2024, Vauchassis est catégorisée commune rurale à habitat dispersé, selon la nouvelle grille communale de densité à 7 niveaux définie par l'Insee en 2022.
Elle est située hors unité urbaine. Par ailleurs la commune fait partie de l'aire d'attraction de Troyes, dont elle est une commune de la couronne,. Cette aire, qui regroupe 209 communes, est catégorisée dans les aires de 200 000 à moins de 700 000 habitants,.

### Occupation des sols
L'occupation des sols de la commune, telle qu'elle ressort de la base de données européenne d’occupation biophysique des sols Corine Land Cover (CLC), est marquée par l'importance des forêts et milieux semi-naturels (61,3 % en 2018), une proportion identique à celle de 1990 (61,3 %). La répartition détaillée en 2018 est la suivante : 
forêts (48,1 %), terres arables (36,5 %), milieux à végétation arbustive et/ou herbacée (13,1 %), zones urbanisées (2,2 %). L'évolution de l’occupation des sols de la commune et de ses infrastructures peut être observée sur les différentes représentations cartographiques du territoire : la carte de Cassini (XVIIIe siècle), la carte d'état-major (1820-1866) et les cartes ou photos aériennes de l'IGN pour la période actuelle (1950 à aujourd'hui).

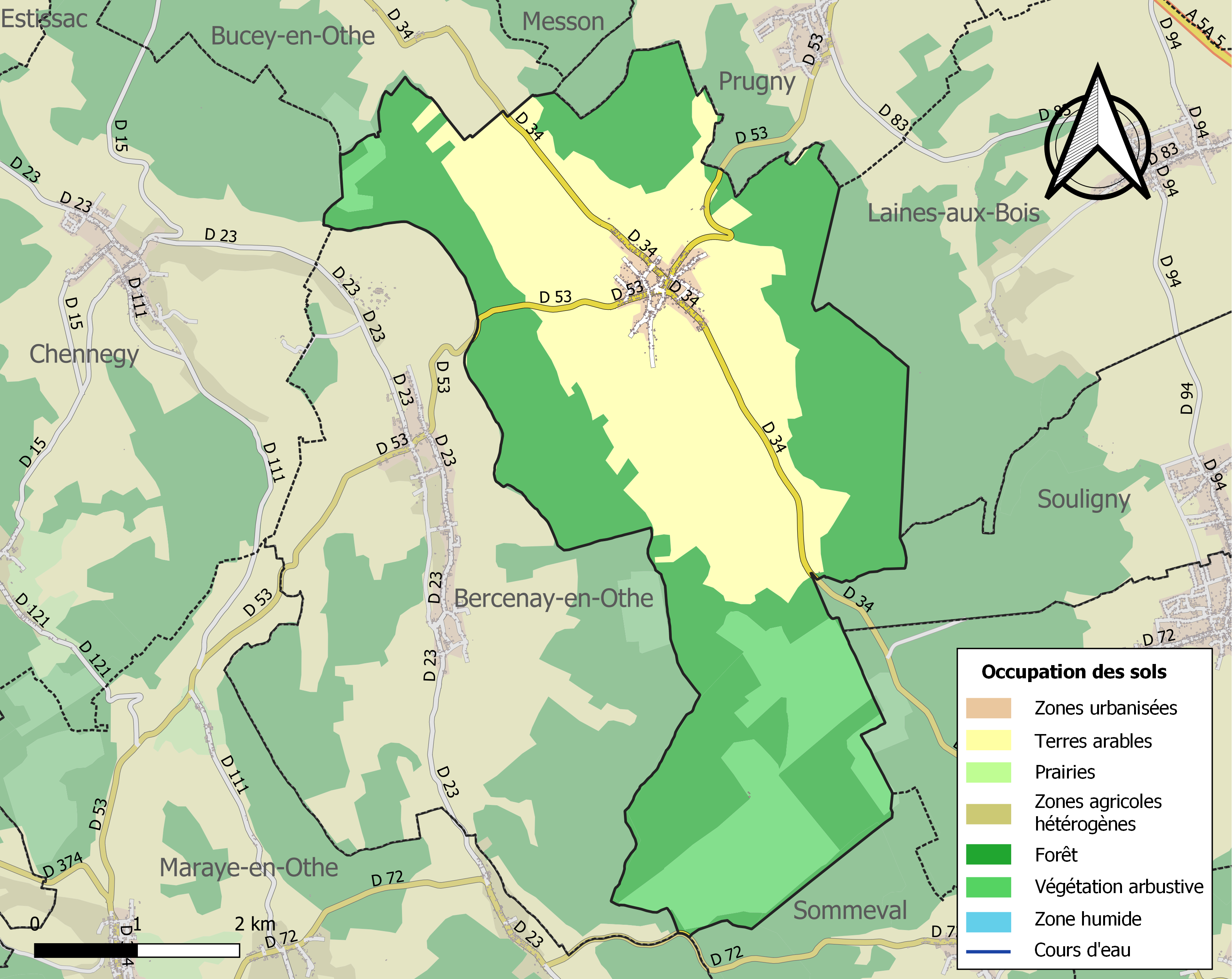
Carte des infrastructures et de l'occupation des sols de la commune en 2018 (CLC).

## Toponymie
Formes attestées : Vaucharcis au XVIIIe siècle sur la carte de Cassini.
Son nom dérive de « Val chasseux », en raison de sa situation au creux d'une vallée et de ses forêts giboyeuses.

## Histoire
L'église du XIIe siècle fut d'abord une succursale de Bercenay-en-Othe. En 1179, elle appartenait à l'abbaye de Saint-Germain d'Auxerre.

## Politique et administration
| Période                                  | Période  | Identité             | Étiquette | Qualité           |
| ---------------------------------------- | -------- | -------------------- | --------- | ----------------- |
| avant 1988                               | ?        | Bernard Rostaing     |           |                   |
| mars 2001                                | 2008     | Maryvonne Dingemanse |           |                   |
| mars 2008                                | En cours | Bruno Martinot       | DVD       | Chef d'entreprise |
| Les données manquantes sont à compléter. |          |                      |           |                   |

## Démographie
L'évolution du nombre d'habitants est connue à travers les recensements de la population effectués dans la commune depuis 1793. Pour les communes de moins de 10 000 habitants, une enquête de recensement portant sur toute la population est réalisée tous les cinq ans, les populations de référence des années intermédiaires étant quant à elles estimées par interpolation ou extrapolation. Pour la commune, le premier recensement exhaustif entrant dans le cadre du nouveau dispositif a été réalisé en 2006.

En 2022, la commune comptait 498 habitants, en évolution de −1,19 % par rapport à 2016 (Aube : +0,7 %, France hors Mayotte : +2,11 %).
| 1793 | 1800 | 1806 | 1821 | 1831 | 1836 | 1841 | 1846 | 1851 |
| ---- | ---- | ---- | ---- | ---- | ---- | ---- | ---- | ---- |
| 710  | 784  | 758  | 729  | 796  | 812  | 816  | 808  | 852  |

| 1856 | 1861 | 1866 | 1872 | 1876 | 1881 | 1886 | 1891 | 1896 |
| ---- | ---- | ---- | ---- | ---- | ---- | ---- | ---- | ---- |
| 892  | 884  | 850  | 798  | 761  | 760  | 727  | 667  | 609  |

| 1901 | 1906 | 1911 | 1921 | 1926 | 1931 | 1936 | 1946 | 1954 |
| ---- | ---- | ---- | ---- | ---- | ---- | ---- | ---- | ---- |
| 548  | 525  | 490  | 445  | 437  | 441  | 427  | 447  | 428  |

| 1962 | 1968 | 1975 | 1982 | 1990 | 1999 | 2006 | 2011 | 2016 |
| ---- | ---- | ---- | ---- | ---- | ---- | ---- | ---- | ---- |
| 376  | 353  | 400  | 417  | 488  | 491  | 520  | 512  | 504  |

| 2021 | 2022 | - | - | - | - | - | - | - |
| ---- | ---- | - | - | - | - | - | - | - |
| 499  | 498  | - | - | - | - | - | - | - |

## Culture locale et patrimoine

### Lieux et monuments
- Église de l'Assomption, classée parmi les monuments historiques depuis 1986[19].

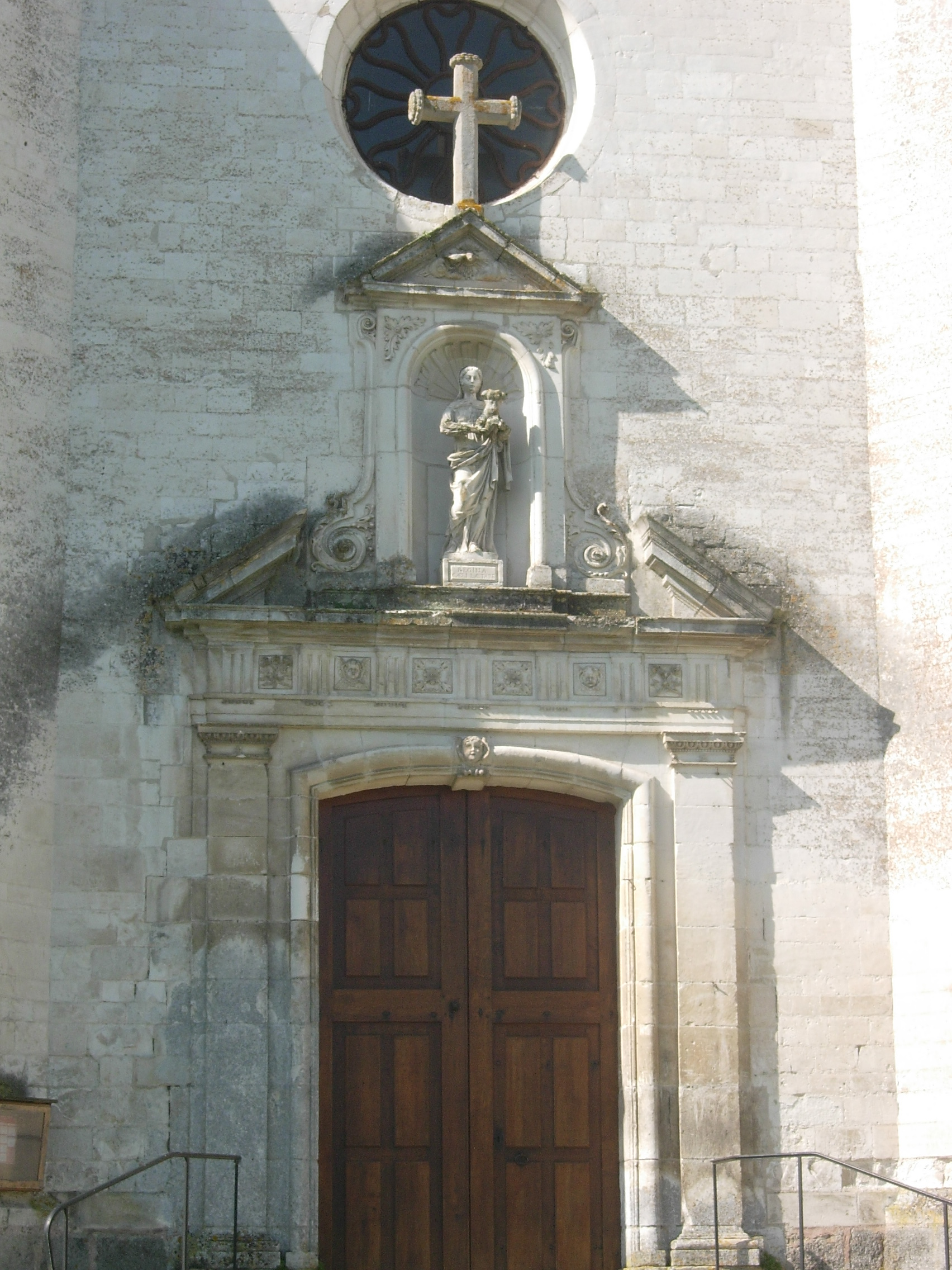
L'église de Vauchassis.

### Héraldique
|  | Les armes de la ville se blasonnent ainsi : D’azur à la bande d’argent côtoyée de deux doubles cotices potencées et contre-potencées d’or, accompagnée en chef d’une quenouille de sable garnie aussi d’argent et en pointe d’une pomme aussi d’or tigée et feuillée de deux pièces de sinople, à l’écusson de gueules aux trois clefs d’argent brochant en abîme. |